# 862
Năm 862 là một năm trong lịch Julius.